# Al X-lea amendament la Constituția Statelor Unite ale Americii
Al X-lea amendament la Constituția Statelor Unite, parte a Legii Drepturilor, a fost ratificat la 15 decembrie 1791. Acesta afirmă principiul federalismului⁠(d), cunoscut și sub denumirea de drepturile statelor, conform 
căruia guvernul federal are doar acele puteri care îi sunt delegate prin Constituție, iar toate celelalte puteri, care nu le sunt interzise statelor de Constituție, sunt rezervate fiecărui stat în parte⁠(d).
Modificarea a fost propusă de Primul Congres al Statelor Unite în 1789 în timpul primului său mandat desfășurat după adoptarea Constituției. La început, antifederaliștii⁠(d) s-au opus ratificării Constituției, deoarece aceasta garanta prea multă autoritate guvernului federal și limita puterile statelor. Pentru a ajunge la un compromis, federaliștii au propus o versiune diferită care să limiteze puterile noului guvern.
Acest amendament are scopul de a clarifica modului în care puterile guvernului federal ar trebui interpretate și de a reafirma natura federalismului.

## Textul
| “ | Puterile care nu sunt nici delegate Statelor Unite de Constituție, nici interzise prin aceasta statelor [Uniunii], sunt rezervate statelor respective sau poporului. | ” |

## Redactarea și adoptarea
Al zecelea amendament este similar cu articolul II din Articolele Confederației.
După ratificarea Constituției, reprezentantul Carolinei de Sud Thomas Tudor Tucker⁠(d) și reprezentantul Massachusetts Elbridge Gerry au propus separat amendamente similare, care să asigure guvernului federal doar acele puteri delegate „în mod explicit”, însă acest lucru i-ar fi negat puterile implicite⁠(d). James Madison s-a opus amendamentelor, susținând că „era imposibil ca unui guvern să-i fie permisă doar exercitarea puterilor explicite”. Când amendamentul cu textul „delegate în mod explicit” a fost respins prin vot, reprezentantul Connecticut Roger Sherman⁠(d) a redactat cel de-al zecelea amendament în forma sa ratificată, omițând „în mod explicit”.
Cuvintele „... sau poporului” au fost scrise de mână de către grefierul Senatului, în timp ce Bill of Rights circula între cele două Camere ale Congresului.